# FHM
FHM（エフエイチエム）は、国際的な男性向けの月刊生活情報誌。

## 歴史
1985年に、イギリスでクリス・アストリッジが『For Him Magazine（フォー・ヒム・マガジン）』として創刊、当初は主にハイストリートなファッションを扱っていた。背表紙には、現在も名残で『For Him Magazine』の文字が印刷されている。1987年春までに季刊誌として、新聞雑誌販売店に流通した。
しかし、ジェームズ・ブラウンの雑誌『ローデッド』が出現し、『For Him Magazine』は拡大している市場と戦うため、編集アプローチを安定させてスポーツ補助食品を扱うようになった。1994年に、月刊誌になり、『FHM』に改名、男性の市場を支配し国際的に拡大し始めた。やがて、1990年代中後期のイギリスのベストセラー雑誌の1つになり、1999年までに毎月70万部を売った。
EMAPに所有されていたが、2008年よりドイツのBauer Media Groupに所有されている。

## FHM 世界で最もセクシーな女性100人
1位獲得者、獲得時の年齢と備考をリストした。
| 年     | 名前                                   | 年齢 | 備考           |
| ------ | -------------------------------------- | ---- | -------------- |
| 1995年 | クラウディア・シファー                 | 25   |                |
| 1996年 | ジリアン・アンダーソン                 | 28   |                |
| 1997年 | テリー・ハッチャー                     | 33   | 30歳以上初     |
| 1998年 | ジェニー・マッカーシー                 | 26   |                |
| 1999年 | サラ・ミシェル・ゲラー                 | 22   |                |
| 2000年 | ジェニファー・ロペス                   | 31   |                |
| 2001年 | ジェニファー・ロペス                   | 32   | 初の2回目      |
| 2002年 | アンナ・クルニコワ                     | 22   | スポーツ選手初 |
| 2003年 | ハル・ベリー                           | 37   | 最年長、黒人初 |
| 2004年 | ブリトニー・スピアーズ                 | 23   |                |
| 2005年 | ケリー・ブルック                       | 26   | イギリス人初   |
| 2006年 | キーラ・ナイトレイ                     | 21   | 最年少         |
| 2007年 | ジェシカ・アルバ                       | 26   |                |
| 2008年 | ミーガン・フォックス                   | 22   |                |
| 2009年 | シェリル・コール                       | 25   |                |
| 2010年 | シェリル・コール                       | 26   | 2回目          |
| 2011年 | ロージー・ハンティントン＝ホワイトリー | 24   |                |
| 2012年 | トゥリーサ・コントスタヴロス           | 23   |                |
| 2013年 | ミラ・クニス                           | 29   |                |
| 2014年 | ジェニファー・ローレンス               | 23   |                |